# Tuckermanopsis
Tuckermanopsis Gyeln. (brązowniczka) – rodzaj grzybów z rodziny tarczownicowatych (Parmeliaceae). Ze względu na współżycie z glonami zaliczany jest do grupy porostów. W Polsce występuje jeden gatunek.

## Systematyka i nazewnictwo
Pozycja w klasyfikacji według Index Fungorum: Parmeliaceae, Lecanorales, Lecanoromycetidae, Lecanoromycetes, Pezizomycotina, Ascomycota, Fungi.

## Niektóre gatunki
- Tuckermanopsis chlorophylla (Willd.) Hale 1987 – brązowniczka brzozowa, płucnica zielonawa
- Tuckermanopsis ciliaris (Ach.) Gyeln. 1933
- Tuckermanopsis coralligera (W.A. Weber) W.A. Weber 1991
- Tuckermanopsis fendleri (Nyl.) Hale 1987

Nazwy naukowe na podstawie Index Fungorum. Uwzględniono tylko taksony zweryfikowane. Nazwy polskie według W. Fałtynowicza.